# Ion Iliescu
Ion Iliescu (Olteniţa, 3 de março de 1930 – Bucareste, 5 de agosto de 2025) foi um engenheiro e político romeno que serviu como presidente de seu país durante três mandatos (1989–1992), (1992–1996) e (2000–2004), totalizando onze anos no cargo.

## Biografia
Cursou faculdade de engenharia elétrica em Moscou (1950–1955). Foi promovido a funcionário logo no início do governo de Nicolae Ceaușescu, e tornou-se um notável político do Partido Comunista Romeno.
Iliescu foi senador pelo Partido Social Democrata. Fez parte da resistência ao governo de Nicolae Ceaușescu desde 1983. Já uniram os militares que se opunham. Foi nomeado pessoalmente por Nicolae Ceaușescu como secretário de propaganda do comitê distrital do partido em Timis.

### Morte
Após ficar internado por dois meses, Iliescu morreu no dia 5 de agosto de 2025, aos 95 anos, em Bucareste, na Romênia, vítima de complicações respiratórias.